# 浜町 (船橋市)
浜町（はまちょう）は、千葉県船橋市の町名。現行行政地名は浜町一丁目から浜町三丁目。郵便番号は273-0012。

## 地理
船橋市沿岸部に位置する。西辺に海老川の河口があり、北部を分流した宮本川（海老川水系）が流れる。海老川を挟んだ西側で日の出と、宮本川を挟んだ北側で宮本と、東で若松と接する。若松とともに娯楽施設が集まっている。千葉港の一部であるため工場も多い。

## 歴史
- 浜町1丁目から3丁目は埋立地である。
- 浜町2丁目の大部分には、船橋ヘルスセンターがあったが、1977年に閉館した。
- なかでも「大型スライダーのある海水プール」は、船橋オートレース場の北側に、「ヘルスセンター劇場」は浜町公民館の北側にあった。

## 世帯数と人口
2017年（平成29年）11月1日現在の世帯数と人口は以下の通りである。
| 丁目       | 世帯数    | 人口     |
| ---------- | --------- | -------- |
| 浜町一丁目 | 1,508世帯 | 2,933人  |
| 浜町二丁目 | 2,859世帯 | 8,237人  |
| 計         | 4,367世帯 | 11,170人 |

## 小・中学校の学区
市立小・中学校に通う場合、学区は以下の通りとなる
| 丁目       | 番地                                 | 小学校             | 中学校                                            |
| ---------- | ------------------------------------ | ------------------ | ------------------------------------------------- |
| 浜町一丁目 | ファミリータウン 1番・2番10棟 3～6番 | 船橋市立湊町小学校 | 船橋市立湊中学校 船橋市立若松中学校 ※どちらか選択 |
| 浜町一丁目 | その他                               | 船橋市立宮本小学校 | 船橋市立宮本中学校                                |
| 浜町二丁目 | 全域                                 | 船橋市立若松小学校 | 船橋市立若松中学校                                |
| 浜町三丁目 | 全域                                 | 船橋市立若松小学校 | 船橋市立若松中学校                                |

## 交通
地内に駅は無いが、近くに京成電鉄本線大神宮下駅・船橋競馬場駅、JR武蔵野線・京葉線南船橋駅がある。また、京葉道路・東関東自動車道・国道357号が通っている。更に近くには国道14号（千葉街道）が走っているため道路のアクセスは良い。最寄のICは京葉道路の花輪インターチェンジ。

## 施設
1丁目
- 船橋浜町郵便局
- 船橋市立浜町保育園
- 船橋排水機場
- 飛鳥交通船橋

2丁目
- 船橋警察署浜町交番
- ビビット南船橋
- ららぽーとTOKYO-BAY
  - TOHOシネマズ船橋ららぽーと
- ららぽーと三井ビルディング
- 東京ベイスクエアプリズム・ミッテ
- ワンダーベイシティサザン
- イケア船橋
- 三井不動産アイスパーク船橋
- 三井不動産ロジスティクスパーク(MFLP)船橋Ⅰ・Ⅱ・Ⅲ
- 教育庁出張所
- 葛南土木事務所
- 葛南港湾事務所
- 東京湾岸道路調査事務所
- 産業技術総合研究所地質調査所
- 船橋市浜町公民館

3丁目
- 東京豊海冷蔵
- 厚生冷蔵
- 興和冷蔵
- ニュー浜屋冷蔵
- 辻野冷蔵庫
- 日水物流
- 松岡船橋冷蔵庫
- 船橋興産
- 日本液炭冷蔵庫
- 中央冷凍冷蔵庫